# Blechnum fullagarii
Blechnum fullagarii är en kambräkenväxtart som först beskrevs av F. Muell., och fick sitt nu gällande namn av Carl Frederik Albert Christensen. Blechnum fullagarii ingår i släktet Blechnum och familjen Blechnaceae. Inga underarter finns listade.